# Club Deportivo Espoli
Club Deportivo Espoli is een voetbalvereniging uit Quito, Ecuador. De club werd opgericht in 1986 en is eigendom van de Escuela Superior de Policía, een politieschool uit Quito. Aanvankelijk speelde de club zijn thuiswedstrijden in Quito, maar in de jonge geschiedenis van de club werd er meermalen verhuisd naar een andere stad. Momenteel heeft de club zijn thuisbasis in Quito, ten zuiden van Quito. Het beste resultaat van Espoli is een tweede plek in het seizoen 1995, waardoor de club zich plaatste voor de Copa Libertadores. Enkele jaren later volgde degradatie, maar sinds 2007 kwam de club weer uit op het hoogste niveau. In 2011 volgde degradatie naar de Serie B.

## Erelijst
- Serie B (2)

1993, 2005 [A]